# Дони-Вакуф

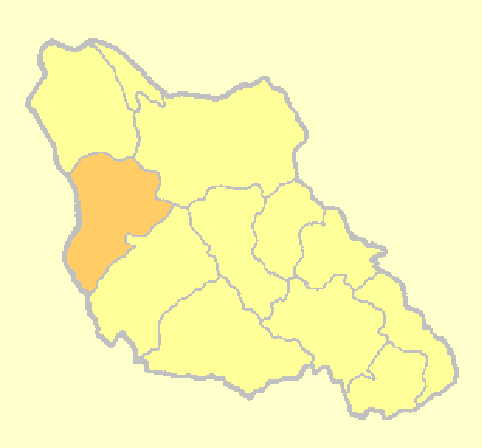
Дони-Вакуф на карте Среднебоснийского кантона

Дони-Вакуф (серб. Доњи Вакуф) — город, центр одноимённой общины в центральной части Боснии и Герцеговины. Расположен между общинами Яйце, Бугойно и Травник. Административно является частью Среднебоснийского кантона Федерации Боснии и Герцеговины. Прежнее название — Долне-Скопле.

## Население

### 1961 год
- Всего — 16,036 (100 %)
- Сербы — 7,870 (49,08 %)
- Боснийцы — 6,289 (39,22 %)
- Хорваты — 976 (6,09 %)
- Югославы — 850 (5,30 %)
- Другие — 51 (0,32 %)

### 1971 год
- Всего — 20,393 (100 %)
- Боснийцы — 10,528 (51,62 %)
- Сербы — 8,767 (42,99 %)
- Хорваты — 924 (4,53 %)
- Югославы — 90 (0,44 %)
- Другие — 84 (0,42 %)

### 1981 год
- Всего — 22,606 (100 %)
- Боснийцы — 11,600 (51,31 %)
- Сербы — 8,574 (37,93 %)
- Хорваты — 635 (2,81 %)
- Югославы — 1,592 (7,04 %)
- Другие — 266 (1,18 %)

### 1991 год
- Всего — 24,232 (100 %)
- Боснийцы — 13,393 (55,23 %)
- Сербы — 9,375 (38,69 %)
- Хорваты — 686 (2,83 %)
- Югославы — 622 (2,57 %)
- Другие — 156 (0,64 %)

## Населённые пункты общины
Бабин Поток, Бабино Село, Барице, Благай, Брда, Брдо, Брезичани, Чехаичи, Чемаловичи, Далян, Добро Брдо, Догановци, Долови, Дони-Расавци, Дони-Вакуф, Джуловичи, Факичи, Фоньге, Галешичи, Грабантичи, Гредина, Грич, Гувна, Хемичи, Яблан, Еманличи, Каричи, Кеже, Комар, Кореничи, Кошчани, Ковачевичи, Криваче, Кутаня, Люша, Макитани, Ново Село, Оборци, Ораховляни, Петковичи, Пилюжичи, Побрджани, Понявичи, Поткрай, Прибрача, Присика, Прусац, Расавци, Растичево, Рудина, Руска Пилана, Санцак, Семин, Силайцевина, Слатина, Соколина, Старо Село, Суходол, Султановичи, Шахмани, Шатаре, Шехерцик, Шутковичи, Торлаковац, Урия, Владжевичи, Врбас и Врляй.
После подписания Дейтонского соглашения почти все населённые пункты вошли в состав Федерации Боснии и Герцеговины. Только Люша стал частью Республики Сербской.